# 金星13號
金星13號屬於金星计划的一部份，目地是前去探索金星。姊妹太空船金星14號與金星13號為相同的設計，並在金星13號發射5天後也奔向金星。並在1982年3月1日釋放了著陸器。

## 設計
包括兩個部分，分別為著陸器與飛掠器。科學裝置有伽瑪射線譜儀、紫外光柵單色儀、電子和質子光譜儀，伽馬射線爆探測器、太陽風離子探測器、雙頻率發射器等。

## 著陸
經過了4個月的飛行之後，著陸器自飛掠器分離開來，此時著陸器的降落傘打開並在50公里高空丟棄，之後使用氣體剎車的方式來減速並著陸。最終金星13號在金星的南緯7.5度、東經303度著陸，約是在金星14號東北方950公里處。著陸器著陸之後使用搭載的相機拍攝了幾張金星表面的相片與彈簧手臂來測量土壤的可壓縮性。
經過初步分析後，得到此區土壤是由暗、細粒所組成的，隨後機械手臂將土壤樣品送至著陸器的攝氏30度、0.05大氣壓的密閉空間進行X射線熒光光譜儀分析，認定岩石成分為輝長岩。在90大氣壓、攝氏457度的狀態下，金星13號運作了127分鐘，並在停止運作前將資訊傳給了飛掠器。

## 金星生命徵象
俄羅斯太空研究機構的負責人也是金星計畫的主責者之一的列昂尼德·客山福馬蒂、斯坦·卡拉錫斯基認為金星是有生物存在的，包括盤狀物、蠍子狀物體會移動並消失，不斷變化位置，在地面上產生不同圖片與痕跡。不過在2012年2月時的分析結果發現盤狀物的移動是由於著陸器的光線反射所造成，並不是真的有兩個物體。而其他的物體則未出現在最原始的相片中。

## 影視娛樂
在2001年上映的電影《火星上的英雄》（Heroes on Mars）中出現於金星上丟失微生物的橋段。

## 外部連結
- 蘇聯金星照片 （页面存档备份，存于）
- Venera: 蘇聯的金星探測